# Mark Eden
Mark Eden, született Douglas John Malin (London, 1928. február 14. – 2021. január 1.) angol színész.

## Fontosabb filmjei
Mozifilmek
- Out of the Shadow (1961)
- Operation Snatch (1962)
- A jelszó: bátorság (The Password Is Courage) (1962)
- Kiadó szoba (The L-Shaped Room) (1962)
- Heavens Above! (1963)
- The Partner (1963)
- Seance on a Wet Afternoon (1964)
- Blind Corner (1964)
- Doktor Zsivágó (Doctor Zhivago) (1965)
- Game for Three Losers (1965)
- I'll Never Forget What's'isname (1967)
- A Vaspart hadművelet (Attack on the Iron Coast) (1968)
- Curse of the Crimson Altar (1968)
- Arthur? Arthur! (1969)
- Nobody Ordered Love (1972)
- Fern, the Red Deer (1977)
- Richard's Things (1980)
- Claudia (1985)

Tv-sorozatok
- Az Angyal kalandjai (The Saint) (1963, egy epizódban)
- Ki vagy, doki? (Doctor Who) (1964, hét epizódban)
- Catch Hand (1964, kilenc epizódban)
- The Newcomers (1966, 27 epizódban)
- Crime Buster (1968, 13 epizódban)
- Új Scotland Yard New Scotland Yard) (1973, egy epizódban)
- The Top Secret Life of Edgar Briggs (1974, 12 epizódban)
- Coronation Street (1981–1989, 226 epizódban)

## További információ
- Mark Eden a PORT.hu-n (magyarul)
- Mark Eden az Internetes Szinkronadatbázisban (magyarul)
- Mark Eden az Internet Movie Database-ben (angolul)
- Mark Eden a Rotten Tomatoeson (angolul)